# 1768
Cette page concerne l'année 1768  du calendrier grégorien.
L'année 1768 est une année bissextile qui commence un vendredi.

## Événements
- 23 février : traité de Madras. Les Britanniques enlèvent les Sarkars du Nord au Nizâm (Rajahmundry, Ellore, Mustafanagar, Chicacole et Murtizanagar)[1].

- 14 mars : traité entre le bey de Tunis et la Compagnie royale d'Afrique qui obtient le monopole de la pêche du corail[2]. Les Français ouvrent un comptoir à Bizerte, en Tunisie, puis obtiennent l'autorisation de s'installer sur La Galite et, plus tard, au cap Bon[3].
- Mars : le général birman Maha Thihathura bat le corps expéditionnaire chinois en Birmanie et le contraint à repasser la Salouen[4].

- 17 mai : l’ordre d'expulsion des Jésuites arrive aux Philippines[5].

- 15 juin, Sidon : début de l’expédition de James Bruce en Égypte, en Nubie et en Abyssinie (fin en 1773)[6].
- 25 août : début du premier voyage de James Cook (fin en juillet 1771)[7]. Il emmène des savants à Tahiti pour observer le transit de Vénus.

- 26 septembre : les Gurkha, guerriers rajputs conduits par Prithvi Narayan, prennent Katmandou au Népal[8].

- 1er octobre : mille soldats sont cantonnés à Boston par les Britanniques[9]. De fréquentes escarmouches éclatent entre la population et les soldats (cf. Massacre de Boston, 5 mars 1770).
- 10 octobre : tremblement de terre à Saint-Domingue[10].
- 26 octobre : Guy Carleton, baron Dorchester, devient gouverneur général de la province de Québec[11].
- 28 octobre : le gouverneur espagnol de la Louisiane, Antonio de Ulloa, doit quitter La Nouvelle-Orléans face à la rébellion des colons[12].

- 5 novembre : les Iroquois cèdent la vallée de l'Ohio aux colonies britanniques au traité de Fort Stanwix ou traité des six Nations (William Johnson)[13].

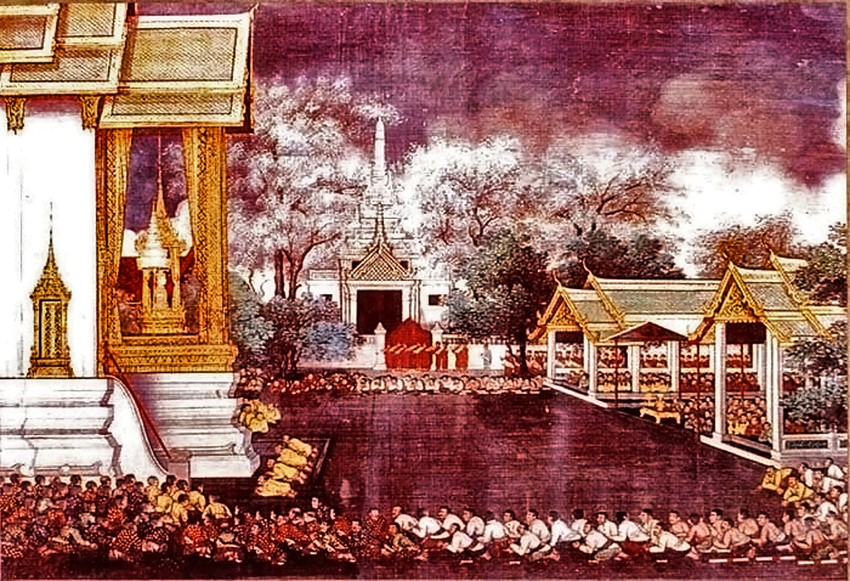
28 décembre : couronnement de Taksin. La domination birmane sur le Siam est de courte durée et prend fin lors d’un soulèvement thaï mené par le général Phya Taksin, qui se proclame roi du Siam.

- 28 décembre : couronnement de Taksin, roi du Siam (décès en 1782)[14].

- Madagascar : entre le Boina et le Betsimisaraka vivent les Sihanaka dont la principale ressource est la traite des esclaves. Lorsque les populations razziées se révoltent et les attaquent, ils font appel au pirate français La Bigorne pour rétablir l’ordre[15].
- Dans l'est de l'île indonésienne de Java, les princes hindouistes de Blambangan reconnaissent la souveraineté de la VOC (Compagnie néerlandaise des Indes orientales) et se convertissent à l'islam[16].

### Europe
- 10 janvier :le Commissariat aux colonies britanniques devient un véritable secrétariat d'État[17].
- 16 janvier : interdiction à tous les sujets du duché de Parme de plaider devant les tribunaux de Rome sans autorisation ducale. La politique religieuse menée par Guillaume du Tillot, ministre de Don Philippe (renforcement du contrôle du souverain sur le clergé, dans ses biens, dans ses rapports avec le pape, voire dans l’exercice du culte, interdiction de tout recours à des tribunaux étrangers, en particulier ceux du pape) suscite l’interdit du pape sur le duché (bref du 30 janvier). Parme expulse alors les Jésuites et abolit l’Inquisition[18].
- 17 janvier : à Saint-Pétersbourg, le physiocrate français Lemercier de la Rivière est présenté à l'impératrice Catherine II de Russie. Elle l'a invité pour la conseiller dans la conduite de ses réformes mais son séjour sera un échec.

- 7 - 8 février : expulsion des Jésuites du duché de Parme[18].

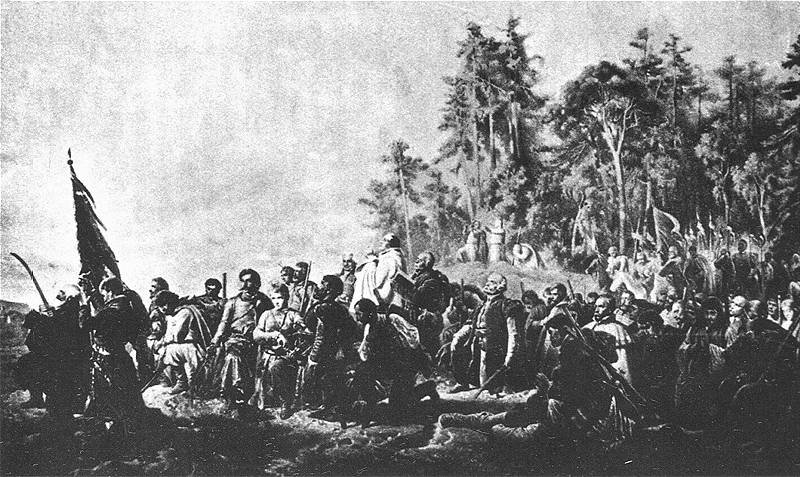
29 février : Confédération de Bar, toile d'Artur Grottger, XIXe siècle

- 29 février : en Pologne, formation de la Confédération de Bar de la noblesse polonaise contre l'ingérence russe et le roi Stanislas Poniatowski. Le soulèvement échoue[19].
- 11 mars : édit de pacification à la suite de la révolte des classes moyennes contre la domination des familles patriciennes à Genève[20]. Admission à la bourgeoisie de 20 natifs dans le courant de cette année, et de 5 les années suivantes[21].

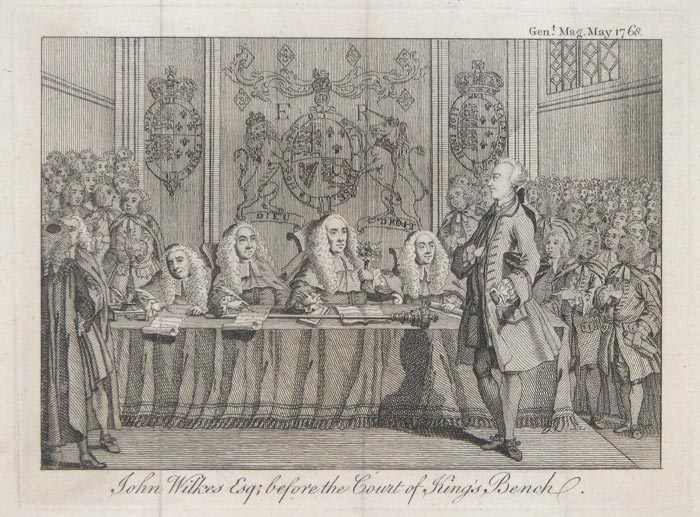
Avril : John Wilkes devant le tribunal de King's Bench. Gravure parue en mai dans The Gentleman's Magazine. Wilkes, plusieurs fois élu aux Communes, est chaque fois invalidé par la majorité acquise au roi (1768-1774). Il pose sa candidature dans onze circonscriptions ; des meetings se tiennent en sa faveur. Des pamphlets violents, les Lettres de Junius, dénoncent le rôle personnel du roi.

- 16 mars - 5 mai : élections générales au Royaume-Uni[22].

- 5 avril : création de la Real Mesa Censoria (tribunal de censure). Le Saint-Office perd son pouvoir de censure au Portugal[23].

- 2 mai, Portugal : le marquis de Pombal ordonne la destruction de tous les registres contenant le nom des familles nouvelles chrétiennes[24]. Il convoque les chefs de famille prétendus « rigoristes » (qui se gardent de toute alliance impure) et les somment de marier leurs filles restant célibataires dans les quatre mois avec des prétendants exclus de leur liste. Il menace de déchoir de leur dignité ceux qui ne s’y conformeraient pas[25].
- 10 mai, Royaume-Uni : massacre du Champ de Saint-Georges à la suite de l'emprisonnement de John Wilkes[26] (7 morts, 15 blessés).
  - Émeutes et grèves en Angleterre durant le printemps et l’été en raison de la cherté du pain et des bas salaires[27].
- 12 mai : mariage de Marie-Caroline d'Autriche et Ferdinand IV, roi des Deux-Siciles[28].
- 15 mai : traité de Versailles, Gênes cède la Corse à la France[29].

- 11 juin : en représailles à la condamnation du duché de Parme par le pape, la France occupe Avignon et le Comtat (1768-1774)[30].
- 13 juin : occupation de Bénévent et de Pontecorvo par le roi Ferdinand des Deux-Siciles au détriment des États pontificaux[31].
- 24 juin, Pologne : massacre de Polonais par des Ukrainiens à Ouman[32].

- 9 octobre : victoire des patriotes corses à Borgo sur les Français du général Chauvelin[29].

- 12 octobre : Catherine de Russie se fait vacciner contre la variole pour donner l’exemple[33].
- 30 octobre : Choiseul et Vergennes, ambassadeur de France à Constantinople, qui veulent sauver la Pologne, poussent l'Empire ottoman à déclarer la guerre à la Russie[34].

- 4 novembre : convocation du conseil d’empire en Russie (Kirill Razoumovski, les deux princes Alexandre Golitsyne (le général et le vice-chancelier), Nikita et Pierre Panine, Zakhar Tchernychev, Mikhail Volkonski, Grigori Orlov et Alexandre Viazemsky), chargé de réorganiser l’armée[35].

- 4 décembre : La Russie déclare la guerre à la Turquie (fin en 1774)[36]. Les Russes attaquent en Bessarabie et en Crimée.
- 29 décembre : création de la banque de Saint-Pétersbourg[37]. La Russie se dote d’un établissement bancaire réalisant des opérations courantes (dépôts, escompte, émission).

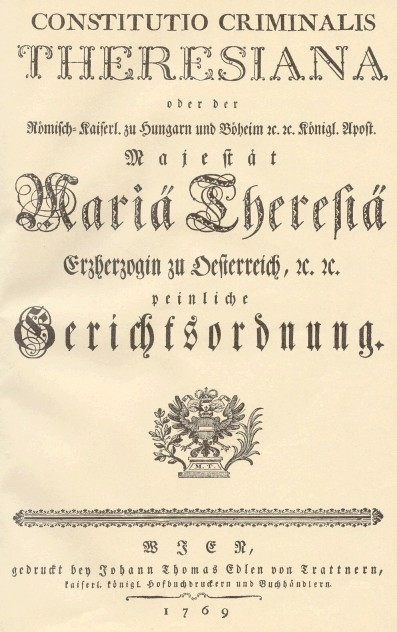
31 décembre : Constitutio Criminalis Theresiana

- 31 décembre[38] : promulgation du code thérésien de procédure pénale (Constitutio Criminalis Theresiana), rédigé par Charles Martini. Il reste traditionaliste et coutumier. La torture et le bûcher pour les homosexuels sont maintenus. Le sacrilège, l’hérésie, l’apostasie, le blasphème, sont qualifiés de crimes. Fin des procès de sorcellerie.

- Patente favorable aux paysans de Haute-Silésie influencée par François von Blanc[39].

## Naissances en 1768
- 7 janvier : Joseph Bonaparte, roi de Naples et d'Espagne († 28 juillet 1844).
- 28 janvier :
  - Frédéric VI de Danemark, roi de Danemark et de Norvège († 3 décembre 1839).
  - Jean Lefebvre de Cheverus, cardinal français, archevêque de Bordeaux († 19 juillet 1836).

- 4 mars : August Friedrich Wilhelm Holtzhausen (de), ingénieur († 1827).
- 10 mars : Domingos Sequeira, peintre portugais († 8 mars 1837).
- 12 mars : Arthur Guinness II, brasseur, banquier, homme politique et meunier irlandais († 9 juin 1855).
- 13 mars : Charles-Louis de Keverberg de Kessel, homme politique néerlandais et belge († 30 novembre 1841).
- 21 mars : Jean Baptiste Joseph Fourier, mathématicien et physicien français († 16 mai 1830).
- 30 mars : Étienne Marie Antoine Champion de Nansouty, général, écuyer de l'Empereur († 12 février 1815).
- ? mars : Carles Baguer, organiste et compositeur espagnol († 29 février 1808).

- 4 juin : Francesco Molino, guitariste, violoniste et compositeur italien († 1847).
- 6 juin : Jean-Baptiste Bessières, maréchal d'empire († 1er mai 1813).
- 9 juin : Samuel Slater, homme d'industrie américain († 20 avril 1835).

- 27 juillet : Charlotte Corday, personnalité de la Révolution française, meurtrière de Jean-Paul Marat († 17 juillet 1793).

- 17 août : Louis Charles Antoine Desaix, général français († 14 juin 1800).
- 25 août : Luis de la Cruz, explorateur et homme politique chilien († 9 octobre 1828).

- 4 septembre : François-René de Chateaubriand, écrivain français († 4 juillet 1848).

- 11 octobre : Jean-Édouard Adam, chimiste et physicien français († 11 novembre 1807).

- 1er novembre : Lattanzio Querena, peintre italien († 10 juillet 1853).
- 18 novembre : Zacharias Werner, poète allemand († 12 janvier 1823).
- 21 novembre : Friedrich Schleiermacher, théologien protestant et philosophe allemand († 12 février 1834).
- 24 novembre : Charles Meynier, peintre néo-classique français († 6 septembre 1832).

- 18 décembre : Marie-Guillemine Benoist, peintre française († 8 octobre 1826).
- 19 décembre : Joseph-Bernard Planté, notaire et homme politique canadien († 13 février 1826).

- Date précise inconnue :
  - Hamparsum Limonciyan, compositeur ottoman († 29 juin 1839).
  - Gioacchino Serangeli, peintre italien († 1852).

- Vers 1768 :
- Arsa Teodorović, peintre serbe († 13 février 1826).

## Décès en 1768
- 17 février : Arthur Onslow, homme d'État britannique (° 3 septembre 1691).

- 1er mars : Hermann Samuel Reimarus, philosophe et écrivain allemand (° 22 décembre 1694).

- 9 avril : Sarah Fielding, femme de lettres britannique, sœur du romancier Henry Fielding (° 8 novembre 1710).
- 10 avril : Canaletto (Giovanni Antonio Canal), peintre et graveur italien (° 18 octobre 1697).
- 14 avril : Francesco Monti, peintre baroque italien (° 1683).

- 7 mai : Camille Perrichon, homme politique français (° 8 février 1678).
- 16 mai : Miguel Cabrera, peintre espagnol (° 27 février 1695).
- 24 mai : Johann Jacob Spreng, théologien protestant et lexicographe suisse (° 31 décembre 1699).

- 8 juin : Johann Joachim Winckelmann, archéologue et historien de l'art allemand (assassiné) (° 9 décembre 1717).
- 9 juin : Jakob Carpov, philosophe allemand (° 29 septembre 1699).
- 24 juin : Marie Leszczyńska, reine de France (° 23 juin 1703).

- 11 juillet : José de Nebra, organiste et compositeur espagnol (° 6 janvier 1702).

- 18 août : Giovanni Domenico Ferretti, peintre italien de l'école florentine de la période rococo (° 15 juin 1692).

- 28 septembre : Christian Seybold, peintre baroque allemand (° 19 mars 1695).

- 8 octobre : Pierre-Simon Fournier, graveur et fondeur de caractères français (° 15 septembre 1712).
- 31 octobre : Francesco Maria Veracini, violoniste et compositeur italien de musique baroque (° 1er février 1690).

- 8 décembre : Jean-Denis Attiret, missionnaire et peintre français (° 31 juillet 1702).

- Date précise inconnue : Giovanni Domenico Campiglia, graveur et peintre italien (° 1692).